# انسحاب جو بايدن من انتخابات الرئاسة الأمريكية لعام 2024
في 21 يوليو 2024، أعلن الرئيس الأمريكي جو بايدن، انسحابه من انتخابات الرئاسة الأمريكية لعام 2024 في بيان على وسائل التواصل الاجتماعي، مؤيدًا ترشح نائبته كامالا هاريس بديلًا له عن الحزب الديمقراطي.
بعد شهور من التكهنات، أعلن بايدن في 25 أبريل 2023 نيته في الترشح لإعادة انتخابه رئيسًا في انتخابات 2024، مع كامالا هاريس مجددًا رفيقةً له في الحملة. بدأت الحملة في نفس اليوم بعد أربع سنوات من انطلاق حملته الرئاسية لعام 2020. في يوم إعلانه، أظهر استطلاع غالوب أن نسبة الموافقة على بايدن كانت 37 بالمئة، حيث ذكر معظم المشاركين في الاستطلاع أن الاقتصاد هو أكبر مصدر قلق لهم. خلال حملته، روج لسياسة اقتصادية تعرف «بايدينوميكس» (أو اقتصاد بايدن) بعد جائحة كوفيد-19. كثيرًا ما كرر نيته «بإنهاء المهمة» كشعار سياسي.
ظهرت مخاوف صحية حول بايدن خلال فترة رئاسته، تركزت أساسًا على عمره وقدرته على أداء فترة رئاسية ثانية. بلغت هذه المخاوف ذروتها في يونيو 2024، بعد مناظرة بين بايدن ومرشح الحزب الجمهوري دونالد ترامب. تعرض بايدن لانتقاد شديد، إذ قال المعلقون إنه كان يفقد تسلسل أفكاره مرارًا ويعطي إجابات متشعبة، وظهر بمظهر مترنح، وتحدث بصوت أجش، وفشل في استذكار الإحصائيات أو التعبير عن رأيه بوضوح في عدة مناسبات. أعلن العديد من كتاب الأعمدة الصحفية أن ترامب كان الفائز، وأظهرت الاستطلاعات أن الغالبية العظمى من الجمهور يعتقدون أن ترامب فاز. بعد إثارة المناظرة تساؤلات حول صحته، واجه بايدن دعوات للانسحاب من السباق من زملائه الديمقراطيين ومن هيئات تحرير العديد من الصحف الكبرى. بحلول 19 يوليو، دعا أكثر من 30 من كبار الديمقراطيين إلى انسحابه.
رغم الدعوات العديدة لسحب ترشحه، أصر بايدن مرارًا وتكرارًا على بقائه مرشحًا. إلا أنه في 21 يوليو، نُشرت رسالة موقعة على حسابه في X أعلن فيها انسحابه من الترشح، مشيرًا إلى أن ذلك كان «لصالح حزبي والبلاد». بايدن هو أول رئيس حالي مؤهل لإعادة الانتخاب يسحب ترشحه منذ ليندون جونسون في عام 1968، وأول رئيس في تاريخ الولايات المتحدة يختار عدم السعي لإعادة الانتخاب بعد فوزه بالفعل في الانتخابات التمهيدية.

## خلفية

### ترشح بايدن
في 25 أبريل 2023، وبعد شهور من التكهنات، أكد جو بايدن نيته الترشح لإعادة انتخابه رئيسًا في انتخابات الرئاسة الأمريكية لعام 2024، مع نائبة الرئيس كامالا هاريس مجددًا رفيقة له في الحملة. بدأت الحملة في نفس اليوم بعد أربع سنوات من انطلاق حملته الرئاسية لعام 2020. في يوم إعلانه، أظهر استطلاع غالوب أن نسبة الموافقة على بايدن كانت 37 بالمئة، حيث ذكر معظم المشاركين في الاستطلاع أن الاقتصاد هو أكبر مصدر قلق لهم. خلال حملته، روج بايدن للنمو الاقتصادي الأعلى والتعافي بعد جائحة كوفيد-19. كثيرًا ما كرر نيته «بإنهاء المهمة» كشعار سياسي.
جعل بايدن حماية الديمقراطية الأمريكية محورًا رئيسيًا في حملته الانتخابية، إلى جانب استعادة الحق الفيدرالي في الإجهاض بعد إلغاء المحكمة العليا قضية رو ضد وايد. اعتزم أيضًا زيادة التمويل لدوريات الحدود والأمن، وزيادة التمويل لإنفاذ القانون مع إصلاح الشرطة. وعد بايدن بدعم وحماية وتوسيع حقوق مجتمع الميم، وتباهى كثيرًا بإقرار قانون الاستثمار في البنية التحتية والوظائف، وقانون الرقائق والعلوم، والاستثمار البارز لقانون خفض التضخم لمكافحة تغير المناخ.
جعل بايدن تعزيز التحالفات الأمريكية هدفًا رئيسيًا في سياسته الخارجية، ووعد بمواصلة دعم أوكرانيا بعد الغزو الروسي للبلاد ودعم إسرائيل بعد حربها مع حماس، واصفًا إياهما بأنهما قضايا «حيوية» لمصالح الأمن القومي الأمريكي. وعد بايدن بمواصلة الجهود لمكافحة عنف الأسلحة والدفاع عن قانون قانون الرعاية الصحية الأمريكي (أوباما كير) بعد تصريحات من دونالد ترامب تشير إلى نيته إلغاء القانون. اقترح بايدن زيادة الضرائب على الأثرياء من خلال «ضريبة الحد الأدنى لدخل المليارديرات» لخفض العجز وتمويل الخدمات الاجتماعية للفقراء.
وصفت سياسة بايدن التجارية بأنها رفض للسياسة الاقتصادية النيوليبرالية التقليدية وإجماع واشنطن الذي أدى إلى نقل الصناعات إلى الخارج وبالتالي زاد من ردود الفعل الشعبوية. اقترح بايدن وفرض تعريفات مستهدفة ضد الصناعات الصينية الاستراتيجية لحماية وظائف التصنيع ومواجهة الطموحات التكنولوجية والعسكرية للصين. لم يكن بايدن مدرجًا على بطاقات الاقتراع في الانتخابات التمهيدية في نيو هامبشاير في 23 يناير، لكنه فاز بها من خلال حملة كتابة الأصوات بنسبة 63.8%. رغب في أن تكون ولاية ساوث كارولينا هي الأولى في الانتخابات التمهيدية، وفاز بهذه الولاية في 3 فبراير بنسبة 96.2% من الأصوات. حصل بايدن على 89.3% من الأصوات في نيفادا و81.1% من الأصوات في ميشيغان، حيث جاءت «لا أحد من هؤلاء المرشحين» و«غير ملتزم» في المركز الثاني في كلتا الولايتين، على التوالي. في 5 مارس (الثلاثاء الكبير)، فاز بمجموع 15 من 16 انتخابات تمهيدية، محققًا 80% أو أكثر من الأصوات في 13 منها. في 12 مارس، حصل على أكثر من 1,968 مندوبًا المطلوبين للفوز بترشيح الحزب الديمقراطي، ليصبح المرشح المفترض.

### حركة التصويت الاحتجاجية على حرب إسرائيل وحماس وحملة «تخلى عن بايدن»
بدأت حركات التصويت الاحتجاجي على حرب إسرائيل وحماس بوصفها حركات تستهدف سياسة جو بايدن تجاه حرب إسرائيل وحماس. بعد تصويت ملحوظ بصوت «غير ملتزم» في ولاية ميشيغان الأمريكية، سعى النشطاء لتكرار الاحتجاج في ولايات أمريكية أخرى. نمت حركة موازية تحت شعار «تخلى عن بايدن» (Abandon Biden)، تحث بايدن على الانسحاب من السباق الرئاسي.

### سن بايدن وصحته
عند تنصيبه، أدى بايدن اليمين الدستورية وهو يبلغ من العمر 78 عامًا، مما جعله أكبر شخص يتولى رئاسة الولايات المتحدة. كان بايدن أكبر سنًا عندما تولى منصبه مقارنة بأي رئيس آخر عندما غادر المنصب. ظهرت مخاوف صحية حول بايدن خلال فترة رئاسته، تركزت أساسًا على عمره وقدرته على أداء فترة رئاسية ثانية. في تقرير نُشر في مجلة «أكتيف إيجينغ»، أشار الأطباء إلى أن لديه «ملف صحي استثنائي» مقارنة بعمره، وشهد تقييم طبي أجراه الطبيب كيفن أكونور على قوته البدنية. وصف دان زاك من صحيفة واشنطن بوست الحكومة الأمريكية «غيرونتوقراطية» (حكم الشيوخ) مع تنصيب بايدن.
في يوليو 2024، ذكرت صحيفة نيويورك تايمز أن كيفن كانارد، أخصائي الأعصاب من المركز الطبي العسكري الوطني والتر ريد والمتخصص في اضطرابات الحركة مثل مرض باركنسون، زار البيت الأبيض ثماني مرات خلال الأشهر الثمانية الماضية، من بينها اجتماع مع طبيب بايدن. أثار التقرير جدلًا مع نفي أكونور التقرير، مشيرًا إلى ظهور كانارد خلال إدارة باراك أوباما ووجود أفراد داخل البيت الأبيض يعانون من اضطرابات عصبية.

### المناظرة مع ترامب
تعرض بايدن لانتقادات واسعة بعد مناظرة تلفزيونية ضد ترامب في 27 يونيو 2024، حيث انتقد العديد من الديمقراطيين بشكل خاص أداءه، حيث ظهر مترنحًا وتحدث بصوت أجش. بعد أداء بايدن في المناظرة، دعا العديد من الديمقراطيين إلى انسحابه من السباق، مما أدى إلى اضطراب سياسي داخل الحزب أشارت إليه وسائل الإعلام باسم «أزمة بايدن».